# Marc Fromion
Marc Fromion, né le 22 mars 1930 à Marseilles-lès-Aubigny (Cher) et mort le 12 février 2023 à Cannes, est un homme politique français.

## Détail des fonctions et des mandats
Mandat parlementaire
- 21 juin 1981 - 4 décembre 1981 : Député de la 4e circonscription de Seine-et-Marne, son élection est invalidée par le Conseil Constitutionnel